# Greifswalder Stadtbefestigung

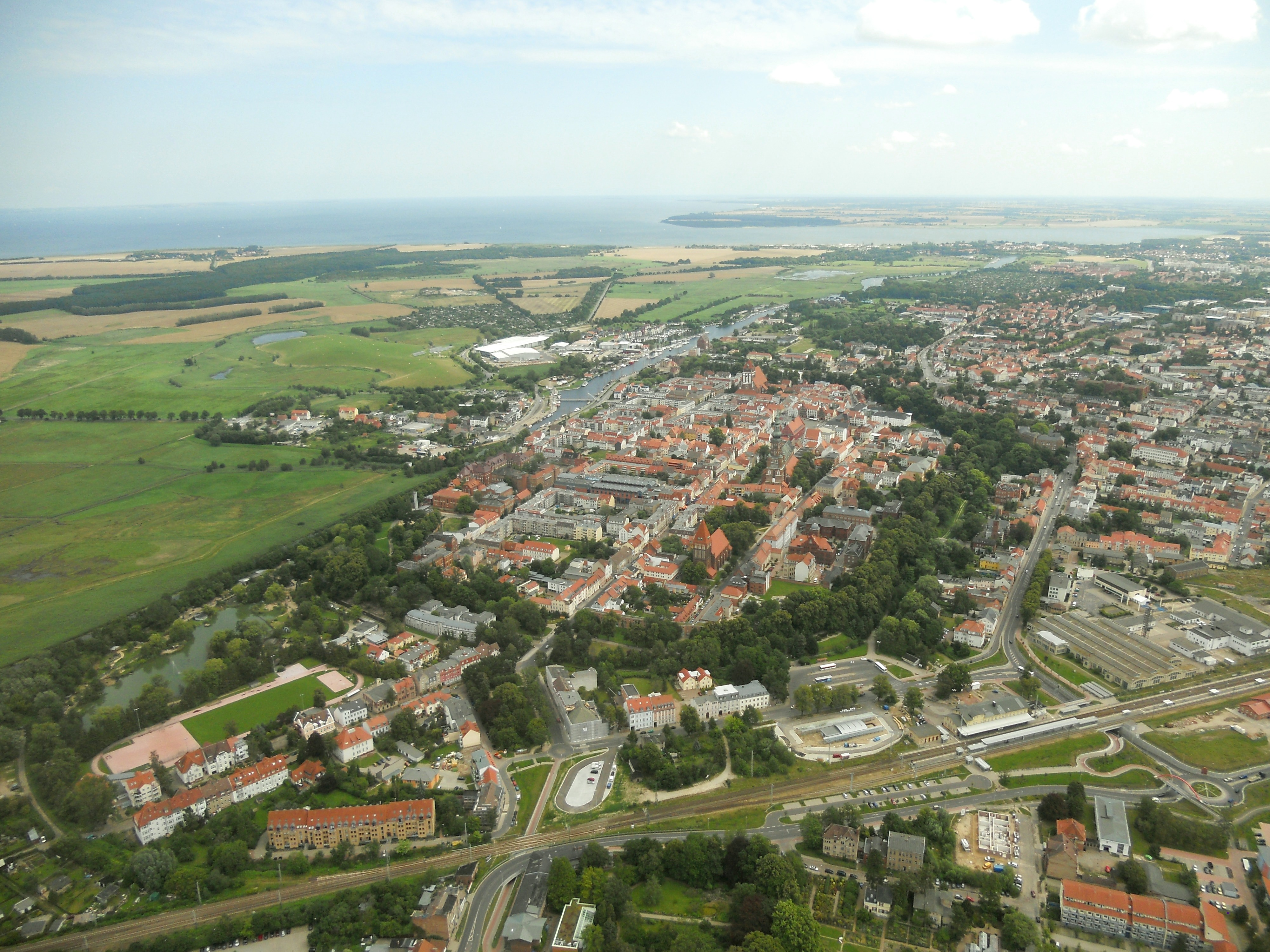
Blick von Westsüdwesten über den historischen Stadtkern Greifswalds

Die historischen Befestigungsanlagen Greifswalds existierten und existieren zum Teil noch heute um den historischen Stadtkern der Hansestadt Greifswald. Zu den bis heute bestehenden Überbleibseln gehören die seit 1975 unter Denkmalschutz stehende Wallanlage inklusive Stadtmauer sowie der Fangenturm am Museumshafen.
Die Befestigungsanlagen dienten ursprünglich der Verteidigung der Stadt. Am 17. Mai 1264 hatte Herzog Wartislaw III. der noch jungen Stadt Greifswald das Recht verliehen, sich selbst zu verteidigen und eine Schutzmauer zu errichten; dies schloss das Recht zur Errichtung von Befestigungsanlagen wie Wällen, Gräben und Türmen mit ein.

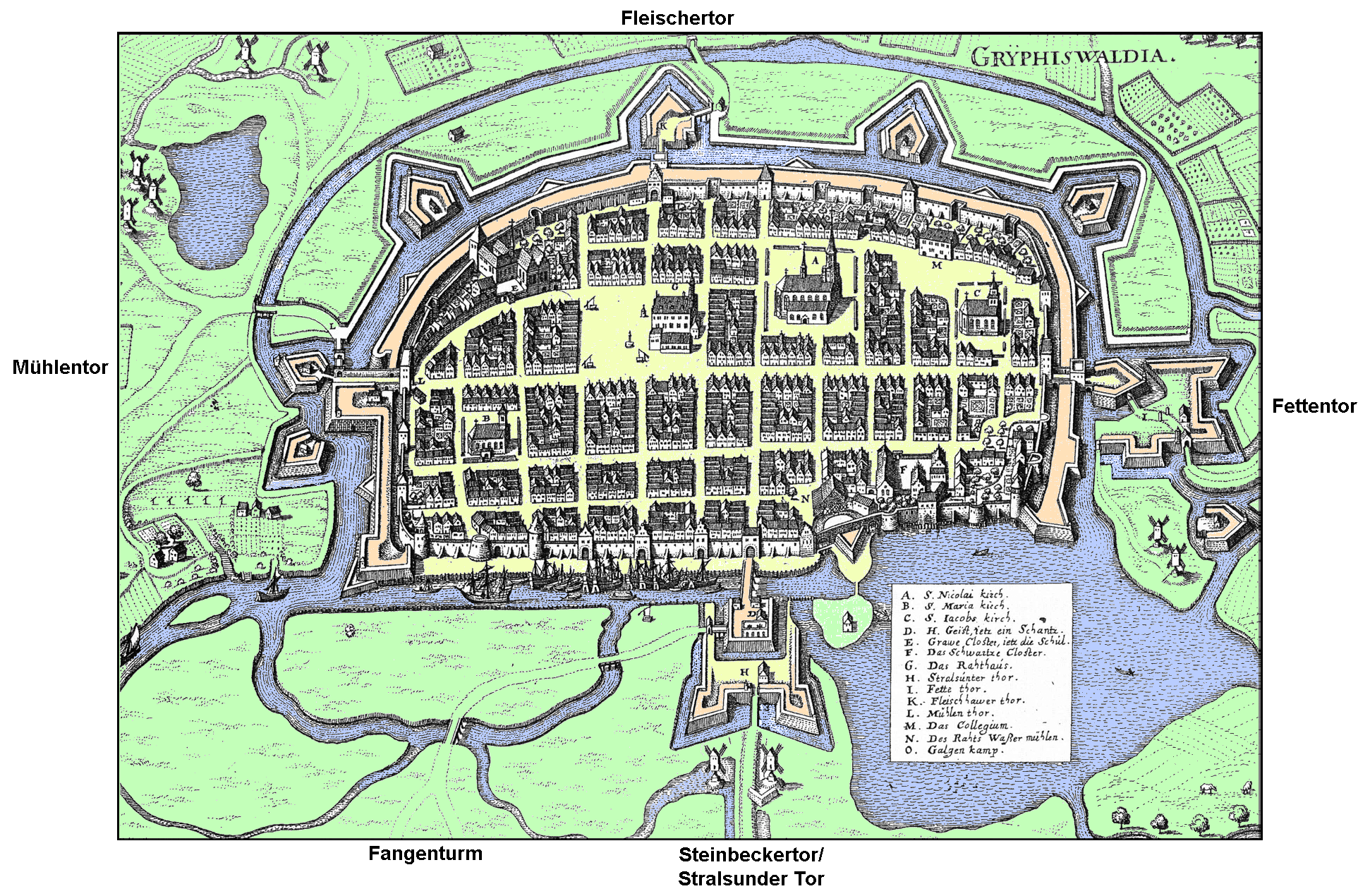
Historischer Stadtkern Greifswalds von Norden aus gesehen. Colorierte Reprographie eines Kupferstichs aus dem 17. Jh.

## Stadtmauer, Wall und Wallgraben

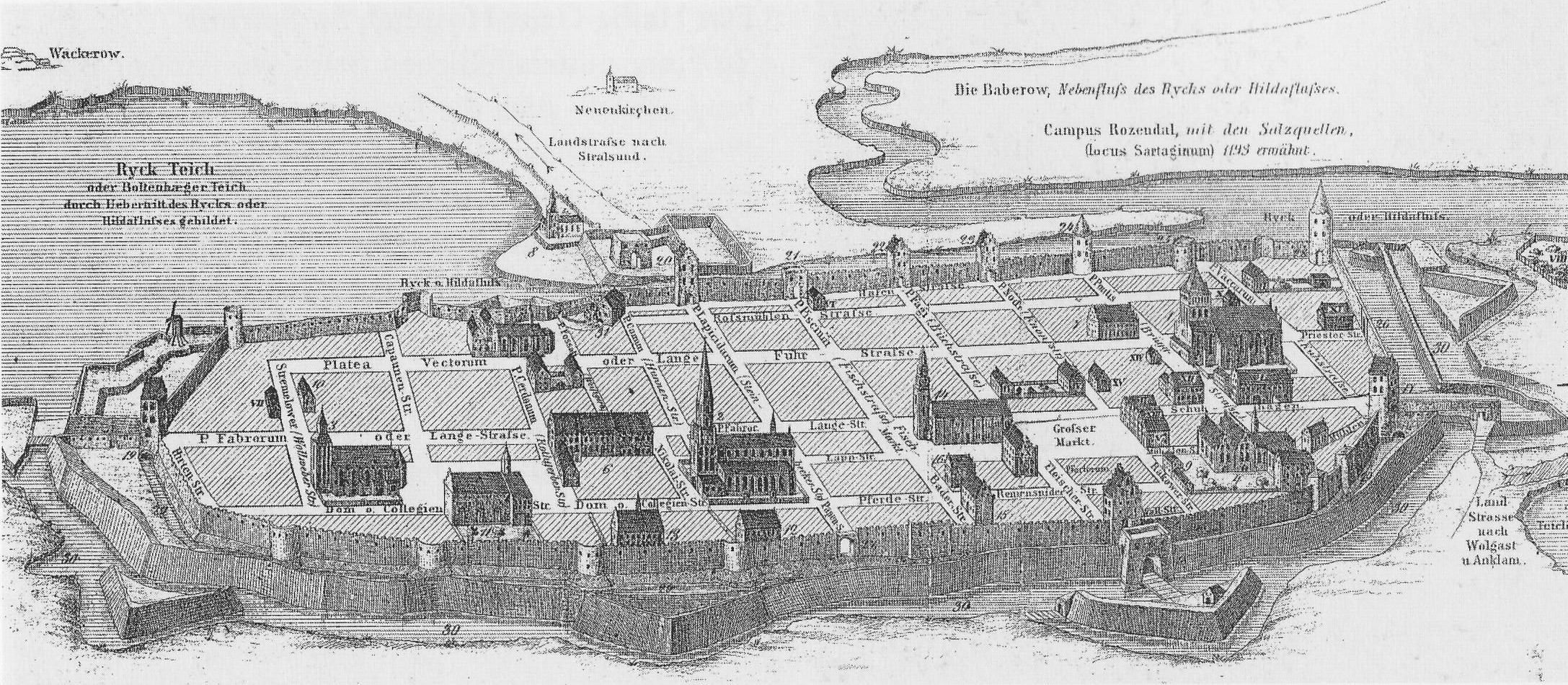
Greifswald im Mittelalter (Rekonstruktion von Theodor Pyl nach historischen Aufzeichnungen)

1275 wurde auf dem inneren Stadtwall die etwa 2,7 km lange und zum Teil bis heute erhaltene Backsteinmauer errichtet; durch den Erdaushub für den inneren Wall entstand zugleich der innere Graben vor dem Wall. Der mittlere Wall (Hauptwall) wurde erst im 14. Jahrhundert aufgeschüttet; das Erdreich für den Hauptwall war größtenteils der Erdaushub des ihm nach außen vorgelagerten und ca. 2,1 km langen mittleren Grabens (der mittlere Graben war zugleich der innere Wassergraben, da der innere Graben nicht bewässert war). Noch außerhalb des Bereichs der heutigen Straßen Goethestraße und Bahnhofstraße lag schließlich der niedrigere äußere Wall inklusive des vor ihm gelegenen äußeren Wassergrabens. Auf der Nordseite der Stadt boten der Fluss Ryck und im Nordwesten zudem der damalige Ryckteich (Boltenhäger Teich) natürlichen Schutz, so dass hier keine weiteren Wälle und Gräben nötig waren.

Grundriss Greifswalds 1760

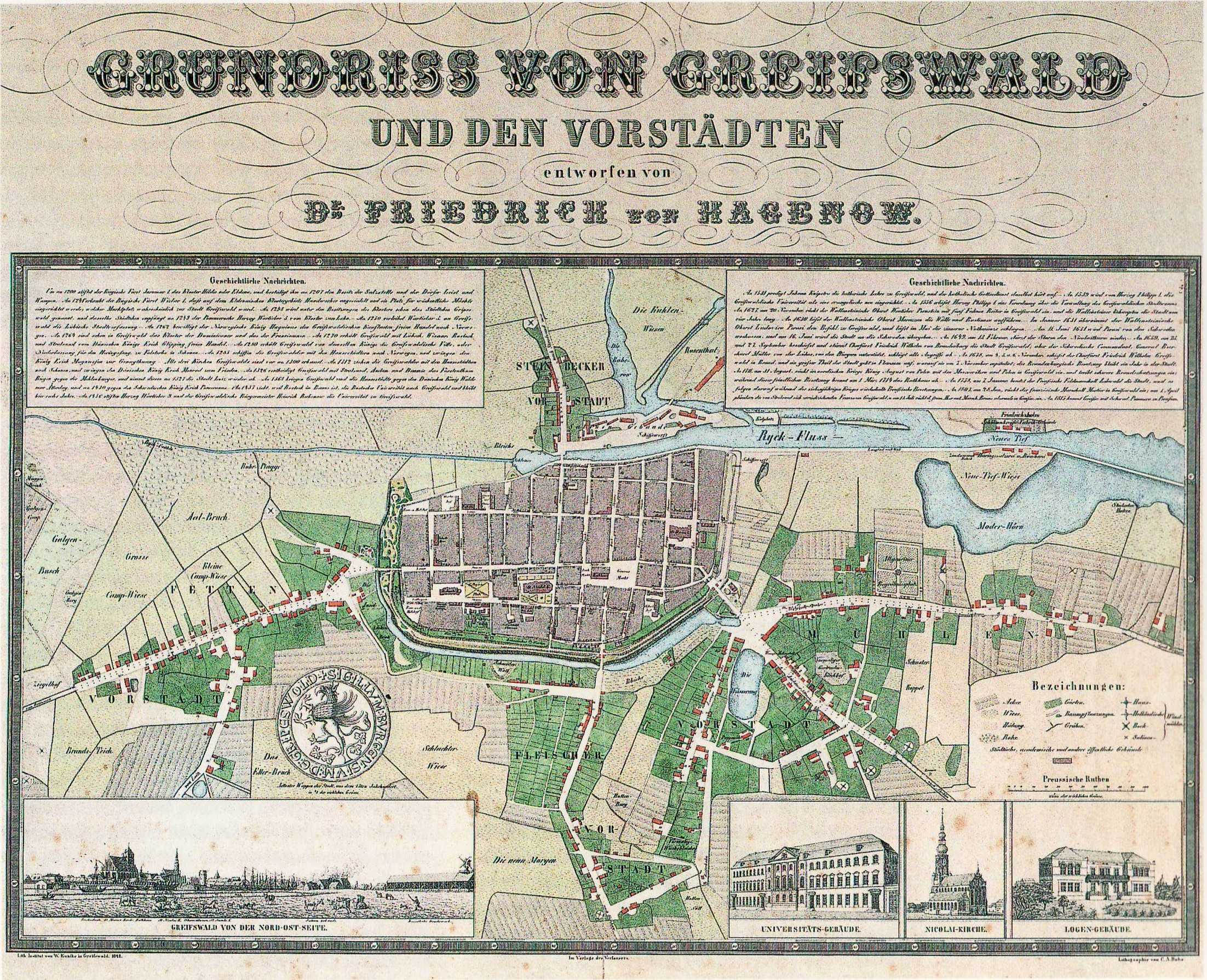
Grundriss Greifswalds 1842. Deutlich zu erkennen sind die Veränderungen an den Gräben

Ihre erste Bewährungsprobe musste die Befestigungsanlage im Ersten Rügischen Erbfolgekrieg bestehen, als Fürst Heinrich II. von Mecklenburg am 16. August 1327 vor die Tore von Greifswald kam. Da sie gegen die Verteidigung der Greifswalder nichts ausrichten konnten, mussten die Mecklenburger weiterziehen.

### Wegfall des Verteidigungszwecks und Veränderungen ab dem 17. Jh.
Die Befestigungsanlagen der Stadt waren der fortschreitenden Feuerwaffentechnik seit dem 17. Jahrhundert nicht mehr gewachsen.
Noch während des Zweiten Nordischen Krieges im Jahr 1659 konnten unter Burchard Müller von der Lühne zwei Angriffe der Brandenburger unter dem Großen Kurfürsten Friedrich Wilhelm zurückgeschlagen werden.
Knapp zwanzig Jahre später wendete sich das Blatt. Nach der erfolgreichen Belagerung und Einnahme der Stadt durch die Brandenburger im November 1678 im Zuge des Nordischen Krieges wurden die Befestigungsanlagen noch einmal ausgebessert. Dazu wurden wieder Steine aus dem Kloster Eldena verwendet, welches immer mehr zur Ruine wurde.
In der Folgezeit verfielen die Befestigungsanlagen zusehends. Zudem bauten in den darauffolgenden Jahrzehnten viele, vor allem ärmere Bürger an der Stadtmauer kleine einstöckige Häuser, deren Rückwand die Mauer bildete. Dabei wurde die Mauer bis auf die Höhe der Häuser abgetragen und das so gewonnene Baumaterial für den Hausbau mitverwandt. In der heutigen Hirtenstraße wurden ab Anfang des 18. Jahrhunderts Häuser an der Stadtmauer errichtet. Um hier die Mauer als Hauswand nutzen zu können, musste zunächst der innere Wall abgegraben werden. Während des 18. Jahrhunderts stürzte die immer mehr verfallende Mauer an verschiedenen Stellen ein; an anderen Stellen wurde deren Abbruch erlaubt. Anfang des 19. Jahrhunderts wurde der mittlere Stadtwall in dem heute als „Schießwall“ bezeichneten Bereich zwischen Fangenturm und Mühlentor abgetragen, um den 1817/18 angelegten Friedhof in der heutigen Wolgaster Straße auffüllen zu können; auch die bis dahin verbliebenen Teile der Stadtmauer wurde in diesem Bereich abgerissen. Mitte des 19. Jahrhunderts kaufte die Stadt dann die an der nördlichen Stadtmauer errichteten Häuser (s. o.) auf und ließ sie ab 1856 inklusive der Mauer abreißen, um das Bollwerk, also den Stauraum im Hafenbereich, verbreitern zu können. Weitere Abschnitte der Mauer wurden gegen Ende des 19. Jahrhunderts insbesondere im Rahmen der Bautätigkeit der Greifswalder Universität abgerissen.
Bereits im 19. Jahrhundert diente der Wallgraben der Entwässerung des südlich der Langen Straße gelegenen Teils des Stadtkerns sowie der Mühlen-, Fleischer- und Vettenvorstadt; der Nordteil des Stadtkerns hingegen wurde direkt in den Ryck entwässert.

### Bau der festen Brücken über den Wallgraben

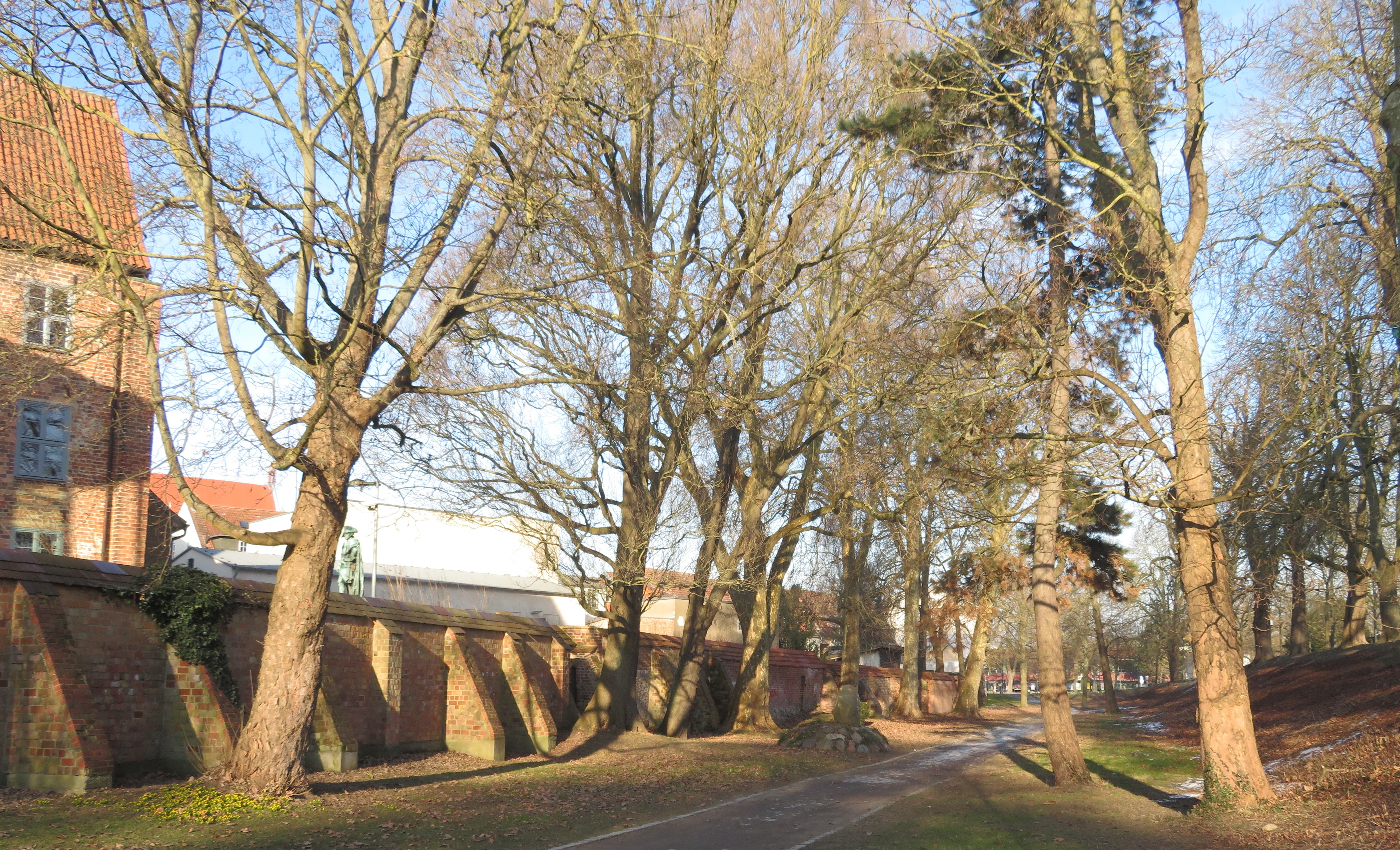
Stadtmauer, südöstlicher Abschnitt am Kastanienwall

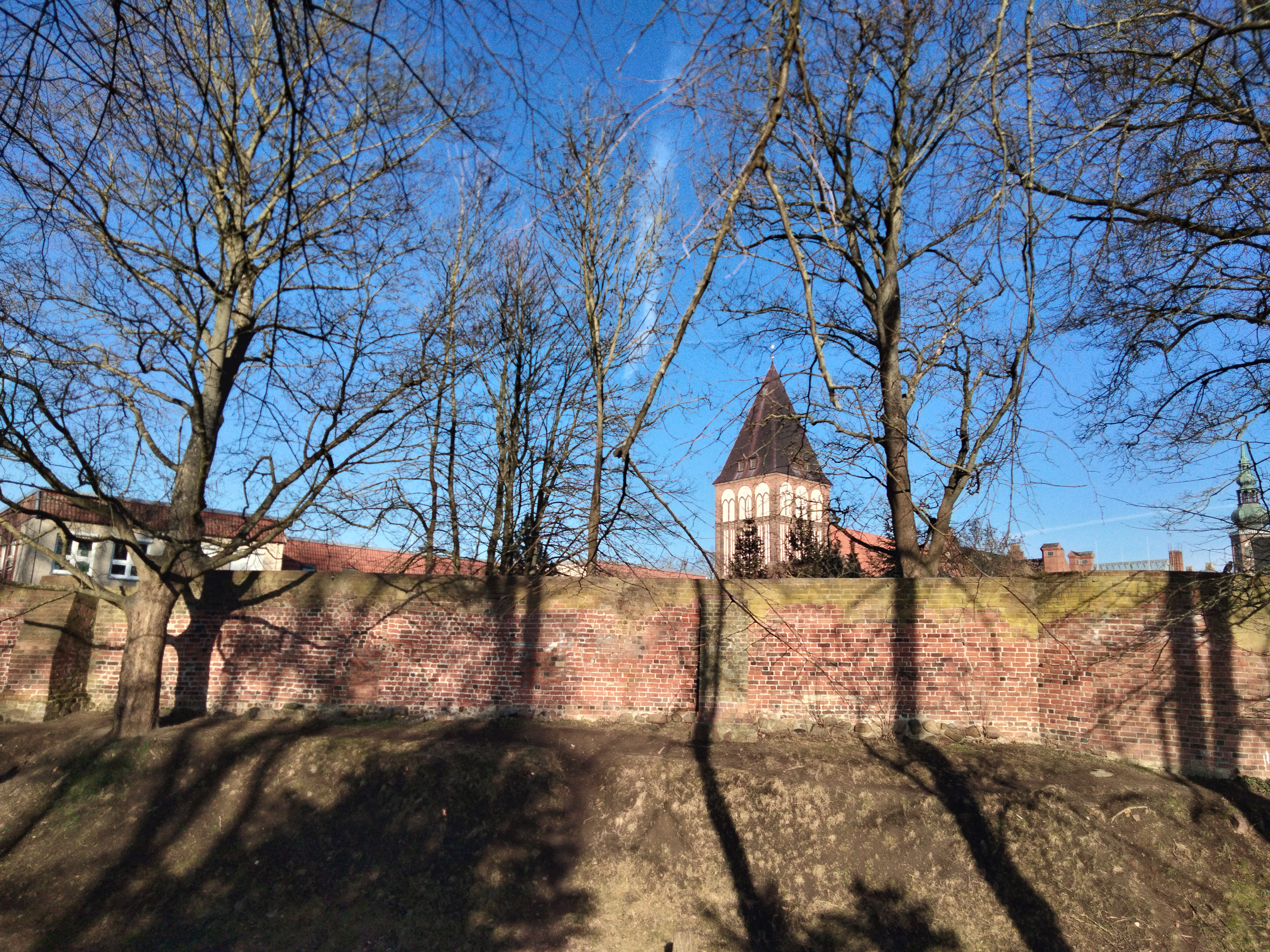
Stadtmauer südwestlicher Teil mit Turm der Jacobikirche

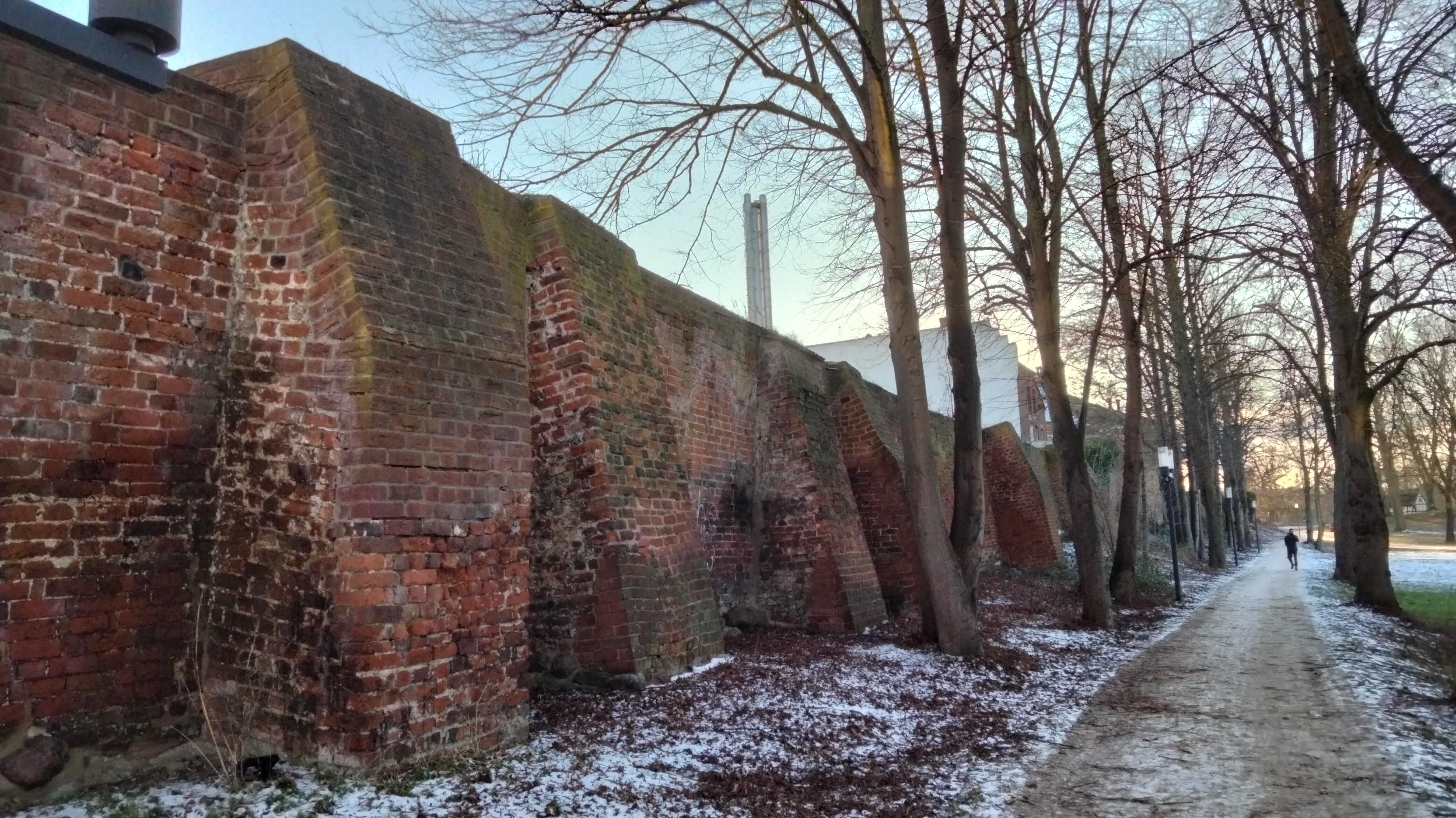
Nordabschnitt der Stadtmauer an den Credneranlagen

Im 19. Jahrhundert gebaut wurden hingegen die festen Brücken über den Wallgraben, die die hölzernen Klappbrücken ersetzten: 1800 wurde die Klappbrücke am Steinbeckertor ersetzt, 1801 folgte die Brücke beim Fettentor, 1819 beim Mühlentor und 1836 beim Fleischertor; 1878 und 1887 wurden zudem in der Rubenowstraße und der heutigen Martin-Luther-Straße erstmals Brücken über den Graben gebaut. 1903 wurde die Steinbecker Brücke dann aus Beton gebaut; die Fußgängerbrücke zur heutigen Goethestraße (noch Anfang des 20. Jahrhunderts Am Graben benannt) existiert seit 1910.

### Veränderungen seit dem Zweiten Weltkrieg
Im Zweiten Weltkrieg wurde im östlichen Ende des mittleren Stadtwalls ein Luftschutzgang angelegt, der erst im April 2008 wiederentdeckt wurde und künftig als Fledermausquartier dienen soll. 1974 bis 1976 wurde am Schießwall die neue Mensa gebaut; in der Hirtenstraße wurden von 1974 bis 1977 zudem die Anfang des 18. Jahrhunderts an der Stadtmauer errichteten und mittlerweile baufälligen Häuser abgerissen. Da bei deren Errichtung der innere Wall abgetragen worden war (s. o.) und die Mauer ohne die als Stützen fungierenden Häuser nicht mehr standfest war, musste dabei auch die Mauer mit abgerissen werden.

### Heutige Gestalt um die Jahrtausendwende

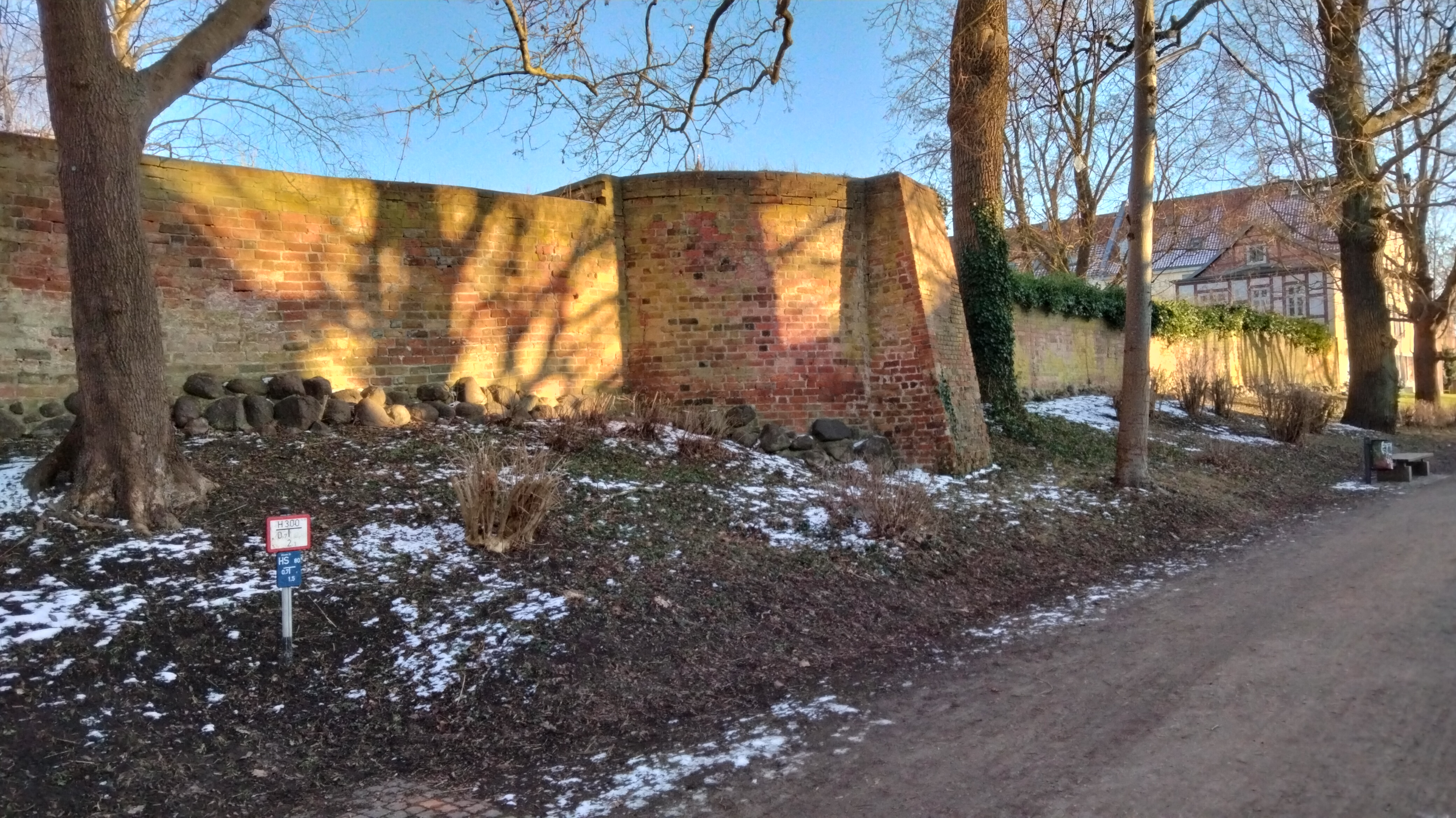
Stadtmauer nordwestlicher Teil mit Untergeschoss eines Wiekhauses

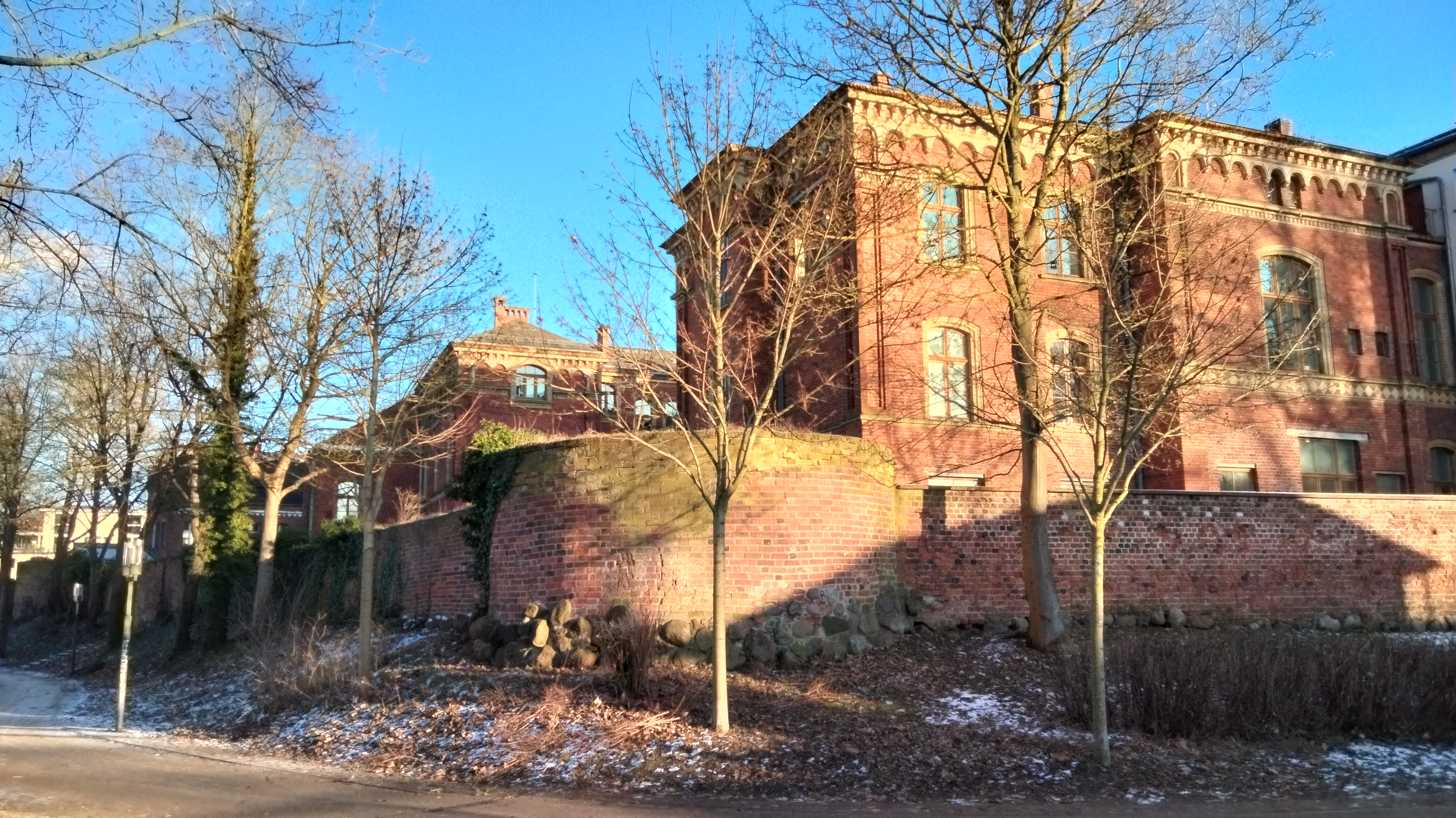
Nordwestecke mit Untergeschoss des Raventurms

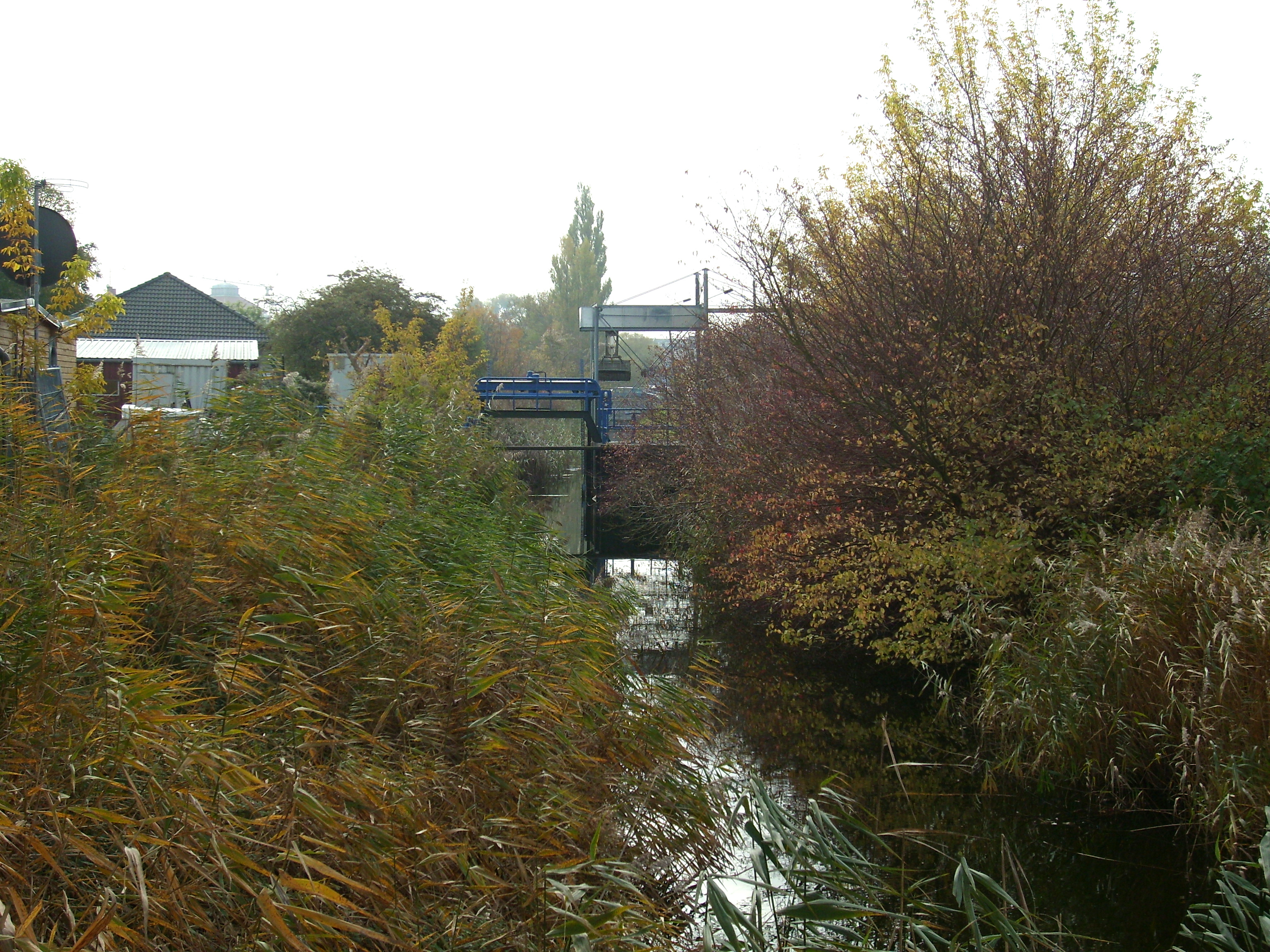
Das Wehr im Greifswalder Stadtgraben nahe der Hafenstraße

Heutiger Wall und Wallgraben sind die Überbleibsel des mittleren Stadtwalls und des mittleren Wallgrabens. Die Bäume auf dem Wall wurden erst angepflanzt, als der Wall schon seinen Verteidigungszweck verloren hatte: 1787 wurden die ersten Pappeln gepflanzt, die allerdings 1819 versteigert und durch Kastanien ersetzt wurden. Sie bilden im Bereich zwischen Mühlentor und Fleischerstraße noch heute den „Kastanienwall“. Westlich davon beginnt der „Lindenwall“, auf dem die heute ältesten Bäume des Walls stehen. Der Wallgraben verläuft vom Ryckgraben im Nordwesten Greifswalds, mit dem er über ein Rohr verbunden ist, in südlicher Richtung über das Grundstück des Tierparks und vorbei am Gebäude des Amts- und Finanzgerichts bis zur Langen Straße. An der Nordwestecke der Stadtmauer ist an den Credneranlagen noch das Untergeschoss des Raventurmes erhalten, und im nordwestlichen Abschnitt der Stadtmauer sieht man noch das Untergeschoss eines Wiekhauses. Das nächste erhaltene Teilstück verläuft von jenseits der Langen Straße bis zum 1982 gebauten Busbahnhof am Bahnhofsplatz. Von östlich des Busbahnhofs, wo sich ein Zufluss aus der Fleischerwiese befindet, entlang des Walls bis südlich der Straße Am Mühlentor verläuft das längste erhaltene Teilstück. Im Rahmen der Erneuerung und des Ausbaus des Stadtgrabens als Vorfluter der Regenentwässerung in den Jahren 1980 bis 1984 wurde der Graben über weite Strecken in einen Betonkanal eingefasst. Das Wasser läuft durch ein über 100 m langes verrohrtes Teilstück ab, das östlich des 1973/74 gebauten Hanserings in den Graben mündet, der bis zur Abzweigung Holzgasse parallel zum Hansering verläuft, dann in nordnordöstlicher Richtung durch ein Wehr fließt und schließlich über ein Schöpfwerk in den Ryck entwässert. Das letzte Stück dieses Grabens stimmt allerdings nicht mehr mit dem ursprünglichen Verlauf des mittleren Stadtgrabens überein, sondern verläuft weiter östlich.
Während der Sedimenteintrag in den Graben in historischer Zeit hauptsächlich durch Erosion seiner steilen Hänge erfolgte, wird seit seiner Benutzung im Rahmen der Regenwasserkanalisation Anfang des 20. Jahrhunderts vor allem durch das eingeleitete Regenwasser Sediment zugeführt; im Jahr 2004 und damit 20 Jahre nach seiner Erneuerung war der Stadtgraben bereits zu mehr als der Hälfte wieder mit Sediment gefüllt.

## Stadttore
Das historische Greifswald hatte vier Haupttore: im Süden das Fleischertor (valvam Carnificum), im Osten das Mühlentor, im Westen das Fettentor (niederdeutsch Vettendor) und im Norden das Steinbeckertor (früher auch Stralsunder Tor genannt), welches eigentlich ein „Wassertor“ war, aber aufgrund seiner Größe als „Landtor“ geführt wurde.  Das Fettentor hatte seinen Namen nach der Familie Vette erhalten, die schon 1250 in Greifswald nachweisbar ist. Der Name Fettentor erscheint zuerst 1304.
Nachdem die Befestigungsanlagen weitestgehend nutzlos geworden waren (s. o.) wurden auch die Stadttore nicht mehr instand gehalten. Nach einer Besichtigung im August 1772 wurden insbesondere das Steinbeckertor und das Fettentor für stark reparaturbedürftig befunden; außer notdürftigen Ausbesserungen wurden daraufhin aber offenbar keine Reparaturen unternommen.
Im April 1798 wurde dann der Abbruch des Mühlentores beschlossen, der im März 1800 durchgeführt wurde. Im Jahr 1805 wurde an dessen Stelle mit dem Bau eines neuen Tores begonnen, welches „zur Zierde der Stadt“, aber auch als Zollstelle diente.
Im Dezember 1813 wurde wegen Baufälligkeit das Fleischertor abgebrochen; an seiner Stelle wurde im Sommer 1817 ein neues Tor gebaut, das im Dezember 1817 fertiggestellt wurde. Der Abbruch des oberen Teils des Steinbeckertores wurde im Dezember 1816 beschlossen und im Frühjahr 1817 umgesetzt; im Sommer 1820 musste dann auch der zwischenzeitlich weiter verfallene untere Teil abgebrochen werden. Zu einem Neubau entschloss man sich 1831; umgesetzt wurde das Bauvorhaben erst 1833.
Vom Fettentor, welches als einziges der Tore ursprünglich vier Geschosse hatte, waren bereits um 1778 die beiden baufälligen oberen Geschosse abgetragen worden. 1840 bis 1842 wurde es nochmals restauriert, dann aber schon im September 1867 im Rahmen einer Straßenverbreiterung abgebrochen.

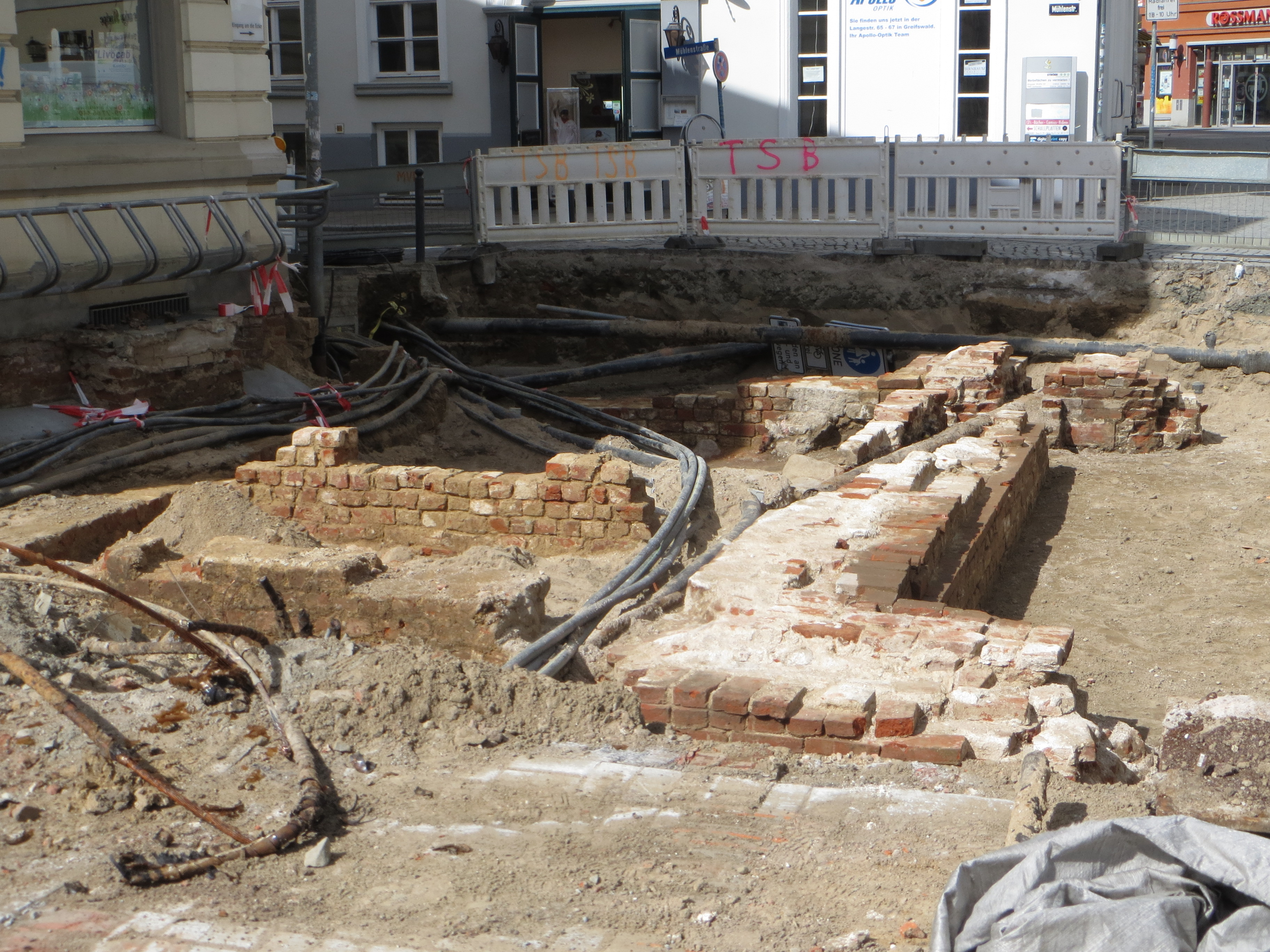
2014 bei Bauarbeiten aufgedeckte Fundamentreste des Mühlentores

Von den drei nun noch stehenden, im 19. Jahrhundert gebauten Stadttoren wurden 1868 das Fleischertor und 1872 das Mühlentor auf Abbruch an einen Maurermeister verkauft, der das Abbruchmaterial weiterverwendete.
Der Abbruch des verbliebenen Steinbeckertores schließlich wurde am 19. Januar 1951 beschlossen und im Frühjahr ausgeführt. An die Tore erinnern heute nur noch die Namen der früheren Vorstädte (Fleischervorstadt, Mühlenvorstadt, Fettenvorstadt und Steinbeckervorstadt) sowie Straßennamen (Fleischerstraße, Steinbeckerstraße und – nach Unterteilung und Umbenennung der „Straße der Freundschaft“ in „Lange Straße“, „Schuhhagen“ und „Am Mühlentor“ – letzterer an das Mühlentor).

## Fangenturm

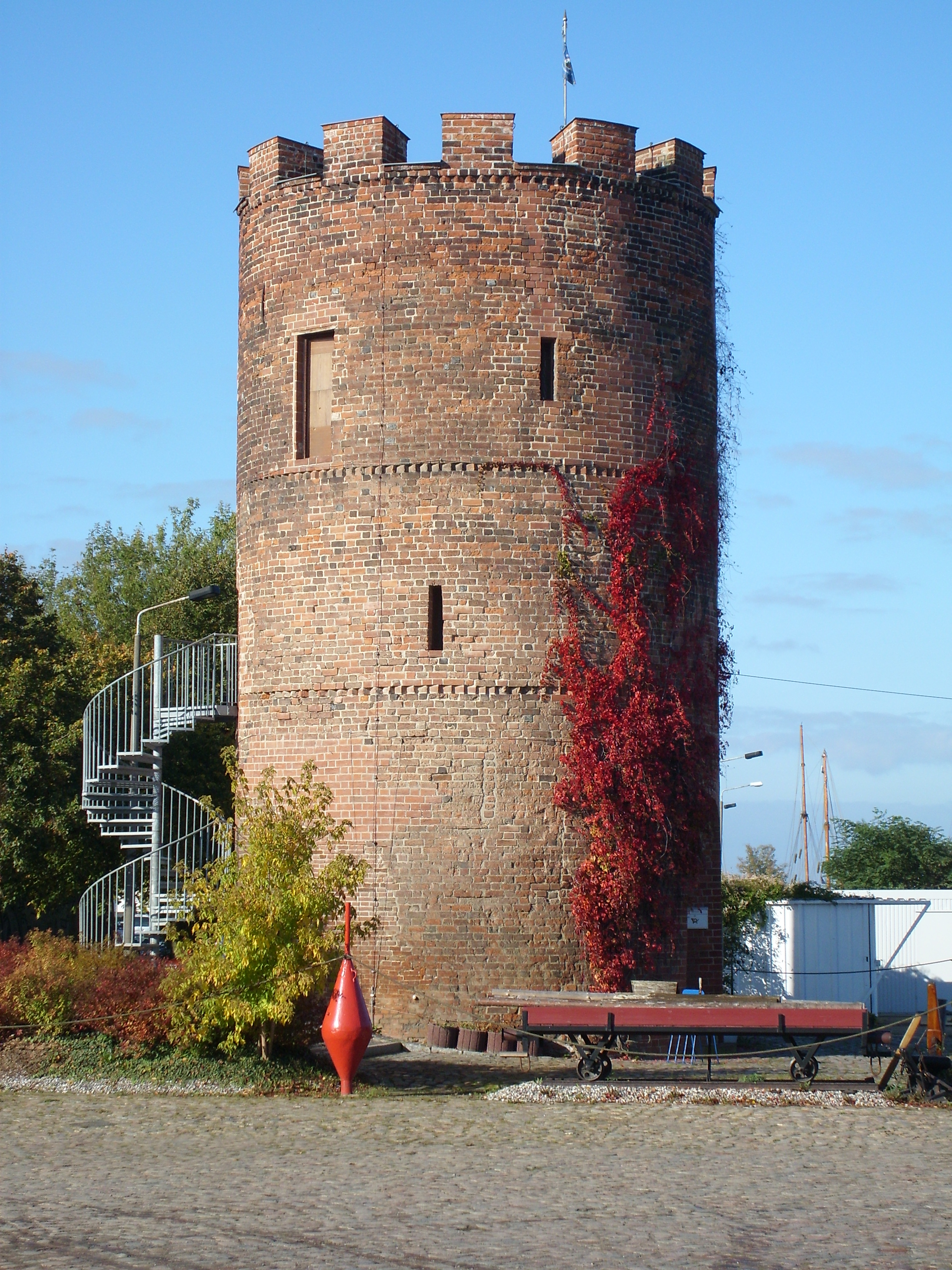
Der restaurierte Fangenturm

Zudem hatte die Stadtmauer mehrere Türme, unter anderem den zwischen 1270 und 1280 errichteten und als Gefangenenturm benutzten Fangenturm (turris Captivorum, Vangentorn), welcher ursprünglich vier Geschosse hatte, sowie den vermutlich im 18. Jahrhundert eingestürzten oder abgetragenen Rabenturm (turris Corvorum, Raventorn), den wahrscheinlich zwischen 1771 und 1774 abgebrochenen Runden Turm und den 1836 abgerissenen Blauen Turm.
Der Fangenturm wurde nach dem Wegfall seines Wach- und Verteidigungszweckes im 18. Jahrhundert zunächst als Pulverturm genutzt. Am 9. Februar 1775 wurde der Turm an die Universität verpachtet, die ihn als Sternwarte nutzte und ihn zu diesem Zweck erheblich umbaute. Nachdem der Pachtvertrag am 7. September 1826 aufgehoben wurde, wurden die Anbauten nach und nach wieder abgebrochen und der ungenutzte Turm verfiel, so dass das Bürgerschaftliche Kollegium am 28. Januar 1868 beschloss, den Turm wegen Baufälligkeit abzureißen. Auf Betreiben des preußischen Staatskonservators Ferdinand von Quast erhob das preußische Kultusministerium Einspruch gegen den Stadtverordnetenbeschluss, weshalb er nicht umgesetzt wurde. Stattdessen wurde der Turm in den darauffolgenden Jahren teilweise saniert und erhielt auch den bis heute erhaltenen Zinnenkranz, den er als historischer Befestigungsturm nicht gehabt hatte. Später wurde in ihm eine öffentliche Bedürfnisanstalt für Männer eingerichtet. Im 20. Jahrhundert stand der Fangenturm mehrere Jahre leer; seit dem Bau des Hanserings 1973/74 ist er zudem durch die Straße vom historischen Stadtbild abgetrennt. Zwei Jahre nach der Wiedervereinigung wurde schließlich mit seiner inzwischen abgeschlossenen Restauration begonnen; heute wird er vom Hafenmeister des Museumshafens genutzt.